# Enoplolaimus balgensis
Enoplolaimus balgensis är en rundmaskart. Enoplolaimus balgensis ingår i släktet Enoplolaimus, och familjen Enoplidae. Arten är reproducerande i Sverige.